# 156 (число)
Вижте пояснителната страница за други значения на 156.
156 (сто петдесет и шест) е естествено, цяло число, следващо 155 и предхождащо 157.
Сто петдесет и шест с арабски цифри се записва „156“, а с римски цифри – „CLVI“. Числото 156 е съставено от три цифри от позиционните бройни системи – 1 (едно), 5 (пет), 6 (шест).

## Общи сведения
- 156 е четно число.
- 156-ият ден от годината е 5 юни.
- 156 е година от Новата ера.